# 沢田雅美
沢田 雅美（さわだ まさみ、1949年〈昭和24年〉7月11日 - ）は、神奈川県横浜市出身の女優。京浜女子短期大学附属高等学校（現・鎌倉女子大学高等部）中退。夫は俳優の赤松秀樹。

## 来歴・人物
1964年、10代半ばでTBSのオーディションに合格し、『ただいま11人』にてデビュー。
1967年放送の『渥美清の泣いてたまるか』での渥美とのカラミは絶妙とされた。
若手の頃から石井ふく子プロデュース作品（TBS系列）には常連出演しており、「石井組（ファミリー）」の一員と見なされていた。
山岡久乃や京塚昌子からはデビュー当時よりとても可愛がられ、「山岡のお母さん」「京塚のお母さん」と呼んで慕っていた（『徹子の部屋』より）。
1980年より放送された『心』の沢木三和役で評判を呼んだ。
1994年、表舞台から姿を消した（交際相手と師・恩人でもある石井との確執など、色々な憶測が飛び交い、他の石井組からは雑誌などで批判された）。降板以後はテレビドラマにほぼ出演せず、吉幾三公演や松竹新喜劇などでの舞台公演やテレビショッピングの司会をしていた。
- 『渡る世間は鬼ばかり』の第7シリーズ（藤岡最後の出演、2005年3月放送）第50回のラストで、11年ぶりの出演を果たし（この際発表された石井の談話で、最初から確執は無かったとされている）、2006年4月から始まった第8シリーズ（このシリーズより大吉役が宇津井に交代）からは12年ぶりにレギュラー復帰した。現在もドラマや舞台などに、2000年代に入った頃からは沢田の元気で明るくユニークなキャラクターを生かしてバラエティー番組などにも多数出演するなど精力的に活動している。
- 特技の日本舞踊と華道は師範であり[5]、小唄と書道は名取の腕前でもある。2000年代に入ってからの趣味は夫婦でウォーキングをすることで健康維持のために禁煙、禁酒を始めたと徹子の部屋出演時に語っている。
- 2009年9月に新橋演舞場で上演された「おんなの家」で3姉妹を演じた水谷八重子や波乃久里子とは昔からのドラマ、舞台共演等が縁で、プライベートでもたいへんに親交が深く普段から実の姉妹のように3人で一緒に行動を共にするという。2010年4月7日放送の「いい旅・夢気分」にも三人で仲良く出演した。
- 2011年12月12日の「徹子の部屋」出演時に、60歳を過ぎた時から突然声の調子や指が痛くなってきてしまい震えがとまらなくなるなど悩んでいたが、その他にもバセドウ病に片目だけがなってしまったと初告白をし、治療写真を番組内で公開した。体調を泉ピン子に相談したところ『マチャミ、お互いに60歳を過ぎるとあちこちガタが出てくるのよね』と言われたという。
- 2013年4月3日には極秘で胃がんの手術を受けていたことが分かった[6]。3月14日に夫の勧めで検査をしてがんが見つかり胃の3分の2を摘出して、手術の翌日には集中治療室から病室へ移ってからはリハビリ練習を行えるほどに回復して、退院後には8月18日に埼玉県戸田市文化会館で開幕する舞台「三婆」出演に向けて懸命にリハビリを続けていたが一足先にバラエティー番組などで復帰した。

## 出演

### テレビドラマ
- ただいま11人（1964年、TBS） ‐ 早乙女道子 役
- 渥美清の泣いてたまるか（1967年の先生シリーズ、TBS）
- 風（TBS）
  - 第3話「王手飛車とり」（1967年）
  - 第11話「裏切者の谷」（1967年）
- 木下恵介アワー（TBS）
  - おやじ太鼓（1968年 - 1969年） - 鶴かおる 役
  - 3人家族（1968年 - 1969年） - 稲葉明子 役
  - 兄弟（1969年 - 1970年） - 栗山京子 役
  - 太陽の涙（1971年 - 1972年） - 池本良子 役
  - 幸福相談（1972年） - 松田南
  - おやじ山脈（1972年 - 1973年） - 鶴かおる 役
- 肝っ玉かあさん（1968年 - 1972年、TBS） - 大正三三子 役
- ありがとう（1970年、1972 - 1975年、TBS） - 洞外次代、相沢桃、中央素子、小島六巳 役
- 大忠臣蔵（1971年、NET） - お崎 役
- まんまる四角（1973年、TBS）
- おんな家族（1974年、TBS）
- 女と味噌汁 その28（1974年、TBS）
- 明日がござる（1975年 - 1976年、TBS） - 世渡中 役
- 微笑（1975年、日本テレビ） - 美恵
- 伝七捕物帳 第86話「返す十手に情けの涙」（1975年、日本テレビ）- お雪
- 破れ傘刀舟 悪人狩り 第118話「天女のような女」（1976年、NET） - おりん
- 太陽にほえろ!（日本テレビ） - 田口由紀江
  - 第229話「結婚」（1976年）
  - 第665話「殉職刑事たちよ、やすらかに」（1985年）
- 女の勲章（1976年、フジテレビ） - 大木富枝 役
- 新・座頭市 第10話「娘が泣く木枯らし街道」（1976年、フジテレビ） - 女中ハナ
- 桃太郎侍 第25話「母子の夢を斬った鬼」（1977年、日本テレビ） - お久
- 岸辺のアルバム（1977年、TBS） - 秋山絢子 役
- 日曜劇場 女たち（1978年11月5日、TBS） - 初子
- 女たちの忠臣蔵（1979年、TBS）
- 結婚志願（1979年、フジテレビ）
- 長七郎天下ご免! 第23話「花ひらく五重の塔」（1980年、テレビ朝日 / 東映）- おせい
- 心（1980年 - 1981年、TBS） - 沢木三和 役
- おんな太閤記（1981年、NHK総合 大河ドラマ） - 千種 役
- 関ヶ原（1981年、TBS）
- 時代劇スペシャル 御用船炎上（1982年、フジテレビ / 東映） - おしの
- あなたの女房よ（1983年、フジテレビ）
- 特捜最前線「下着パーティーを覗いた女!」（1986年、テレビ朝日） - 赤塚悦子
- ああ家族（1987年、TBS)
- おんなは一生懸命（1988年、TBS）
- CBC制作昼の連続ドラマ 追いかけて幸せ（1988年4月4日 - 7月1日、CBC・TBS）
- 花らんまん（1988年、よみうりテレビ）
- 結婚の条件（1987年、TBS）
- 渡る世間は鬼ばかり 第1シリーズ、第2シリーズ、第7シリーズ最終回、第8シリーズ、第9シリーズ、最終シリーズ　ただいま2時間スペシャル 渡鬼2013年2週連続スペシャル、渡鬼2016年2週連続スペシャル（前編）、渡鬼2017年3時間スペシャル（1990年 - 1994年・2005年 - 2012年9月・2013年5月・2016年・2017年、TBS） - 小島（山下）久子 役
- 水戸黄門（TBS / C.A.L）
  - 第6部 第5話「おてもやんの初恋・熊本」（1975年4月28日） - おても
  - 第13部 第17話「出雲の和紙の縁結び・大社」（1983年2月7日） - お国
  - 第31部 第20話「仕組まれた雛まつり・三次」（2003年3月10日） - お吉
- 花嫁（1991年、TBS）
- 裸の大将 第77話「フグと清と鉄人と」（1996年1月7日、関西テレビ / 東阪企画） - 矢野秀子 役
- 菊次郎とさき（2001年、テレビ朝日） - 若林艶子 役
- はぐれ刑事純情派 2004年スペシャル（2004年1月1日、テレビ朝日） - 林珠子 役
- 火曜サスペンス劇場（日本テレビ）
  - 「警部補 佃次郎19」（2004年） - 伊藤孝子 役
- おみやさん（2004年） - 沢村美也子 役
- 理想の生活（2005年） - 坂梨澄子 役
- 土曜ワイド劇場（テレビ朝日）
  - 「ラーメン刑事「龍」の殺人推理2」（2001年） - 北村きよ 役
  - 「検事・朝日奈耀子2」（2004年） - 野上伸江 役
  - 「タクシードライバーの推理日誌24」（2008年） - 加賀美寛子 役
- 水曜ミステリー9（テレビ東京）
  - 「警視庁黒豆コンビ4」（2007年） - 藤本富子 役
- 向田邦子生誕八十年記念スペシャル「母の贈物」（2009年9月14日、TBS）
- 花嫁のれん 第4シリーズ（2015年・東海テレビ） - 小島房子 役
- ドラマ特別企画「居酒屋もへじ5 -母という字-」（2016年6月27日、TBS） - 小森航の母 役

### テレビ番組
- 民謡の祭典（NHK総合）
- バラエティー生活笑百科（NHK総合）
- サンデーサークル（日本テレビ）司会
- 第14回日本レコード大賞（TBSテレビ・ラジオ）司会補佐
- オールスター感謝祭（TBS）
- スパイスTV どーも☆キニナル! (フジテレビ）
- ドリフと女優の爆笑劇場（テレビ朝日）
- いい旅・夢気分（テレビ東京）

### 映画
- 俺は上野のプレスリー（1978年、松竹）- 道子 役

### CM
- 千歳鶴 - 北海道向けローカルCM
- 日本水産「ニッスイの冷凍食品」 - （1971年 - 1974年）テレビCM